# Noam Jenkins
Noam Jenkins est un acteur canadien. Il est surtout connu pour son travail sur le jeu vidéo Watch Dogs (2014) ainsi que pour son rôle dans la série Rookie Blue.

## Filmographie
| année      | production                             | rôle                                 | notes                                |
| ---------- | -------------------------------------- | ------------------------------------ | ------------------------------------ |
| 1993       | Just for Fun                           | Carlos                               | court métrage                        |
| 1993       | Ghost Mom                              | universitaire                        | téléfilm                             |
| 1994       | Seinfeld                               | Tony                                 | 1 épisode (The Stall)                |
| 1995       | Le Justicier des ténèbres              | Damir Petrashenko / Juri Karimov     | 1 épisode (Beyond the Law)           |
| 1995       | TekWar                                 | Temple Austin                        | 1 épisode (Alter Ego)                |
| 1995       | Nancy Drew                             | Storm Wilson                         | 1 épisode (Double Suspicion)         |
| 1995       | Tel père... tel flic !                 | gérant du gym                        | téléfilm                             |
| 1996       | Devil's Food (en)                      | serveur                              | téléfilm                             |
| 1996       | Mesure d'urgence                       | criminel                             |                                      |
| 1997       | Moving Target                          | Danny                                |                                      |
| 1998       | 54                                     | Romeo                                |                                      |
| 1998       | Jack & Jill                            |                                      |                                      |
| 1998       | L'Immortelle (série télévisée)         | Joey Poletti                         | 1 épisode (Cloak & Dagger)           |
| 1999       | Two or Three Words                     | Flick                                |                                      |
| 1999       | Total Recall: The Series               | Shelley                              | 1 épisode (Baby Lottery)             |
| 1999–2000  | Deep in the City (en)                  | Lance                                | 10 épisodes                          |
| 2000       | Washed Up                              | Jimmy                                |                                      |
| 2000       | Gossip                                 | tenancier                            |                                      |
| 2000       | Thin Air                               | Woody Pontevecchio                   | téléfilm                             |
| 2000       | Sydney Fox, l'aventurière              | Adrian                               | 1 épisode (Gypsy Jigsaw)             |
| 1999; 2001 | Twice in a Lifetime                    | Hector Soto; Tony Rosetti            | 2 épisodes                           |
| 2001       | Queer as Folk                          | Guillaume                            | 2 épisodes                           |
| 2001       | The Safety of Objects                  | Patrick Green                        |                                      |
| 2001       | Walter and Henry (it)                  | garde de musée                       | téléfilm                             |
| 2001       | Century Hotel (en)                     | jeune Salvatore                      |                                      |
| 2002       | WiseGirls (film)                       | Garcia                               |                                      |
| 2002       | John Q                                 | personnel médical                    |                                      |
| 2001–2002  | Invasion planète Terre                 | Ryan Patrichio                       | 7 épisodes                           |
| 2002       | The Associates                         |                                      | 2 épisodes                           |
| 2002       | Between Strangers                      | Rogelio                              |                                      |
| 2002       | Aventure et Associés                   | Carlos Carmona                       | 1 épisode (Magic of the Rain Forest) |
| 2002       | Bury the Lead (en)                     | Sam Lasky                            | 1 épisode                            |
| 2003       | War Stories                            | Rainy Tamarov                        | téléfilm                             |
| 2003       | Luck                                   | Robbie                               |                                      |
| 2003       | The Statement                          | Michael Levy                         |                                      |
| 2004       | Bandit de grand chemin                 | Kelt                                 |                                      |
| 2004       | Sue Thomas, l'œil du FBI               | Joseph Everett Wheeler               | 1 épisode (Rocket Man)               |
| 2004       | Trouser Accidents                      | Gordon                               | court métrage                        |
| 2004       | Childstar (en)                         | Sydney Mehta                         |                                      |
| 2005       | Kojak                                  | Tommy Bale                           | 2 épisodes                           |
| 2005       | Trump Unauthorized (en)                | Rod Robson                           | téléfilm                             |
| 2005       | Martha: Behind Bars (en)               | Michael                              | téléfilm                             |
| 2005       | Saw 2                                  | Michael Marks                        |                                      |
| 2005       | Cyclone Catégorie 7 : Tempête mondiale | Evan, secrétaire à la Maison Blanche | téléfilm                             |
| 2006       | Destination 11 septembre               | Marwan Al-Shehhi                     | téléfilm                             |
| 2006       | The House Next Door                    | Norman Greene                        | téléfilm                             |
| 2006       | Affaires d'États                       | Christopher Styles                   | 6 épisodes                           |
| 2007       | Charlie Bartlett                       | Dean West                            |                                      |
| 2007       | ReGenesis                              | Titus Muyerbridge                    | 3 épisodes                           |
| 2007       | All Hat (en)                           | Sonny Stanton                        |                                      |
| 2007       | This Beautiful City (en)               | Harry                                |                                      |
| 2007       | Matters of Life and Dating (en)        |                                      | téléfilm                             |
| 2007       | Saw 4                                  | Michael Marks                        |                                      |
| 2008       | Sold                                   | Hal                                  | téléfilm                             |
| 2008       | Adoration                              | Sami                                 |                                      |
| 2008       | Transit Lounge (en)                    | Dylan                                | court métrage                        |
| 2009       | Walled In                              | Peter                                |                                      |
| 2009       | Flashpoint                             | Josh Scott                           | 1 épisode (Backwards Day)            |
| 2009       | Les Vies rêvées d'Erica Strange        | Adult Leo                            | 1 épisode (Leo)                      |
| 2009       | Ruthie No. 1                           | Simon                                | court métrage                        |
| 2010       | L'Homme aux mille visages (téléfilm)   | procureur                            | 1 épisode                            |
| 2010       | Abroad (en)                            | Samir Rahim                          | téléfilm                             |
| 2010       | Saw 3D: The Final Chapter              | Michael Marks                        |                                      |
| 2011       | Wandering Eye (en)                     | Graham Ball                          | téléfilm                             |
| 2011       | Against the Wall                       | Tony Alexander                       | 1 épisode (Obsessed and Unwanted)    |
| 2013       | Condamné au silence (téléfilm)         | Tomasetti                            |                                      |
| 2010–2013  | Covert Affairs                         | Vincent Rossabi                      | 6 épisodes                           |
| 2010–2012  | Rookie Blue                            | Detective Jerry Barber               | 38 épisodes                          |
| 2014       | The Listener                           | Curtis Raynard                       | 1 épisode                            |
| 2014-2015  | Lost Girl                              |                                      | Saison 5                             |
| 2015       | Quantico                               | Khaled Saiid                         | 1 épisode (saison 1, ep 12)          |
| 2015       | Mistresses                             | Luca Raines                          | Saison 3                             |
| 2017       | Bon Cop, Bad Cop 2                     | Sylvio DiPietro                      |                                      |
| 2020       | Trop jeune pour l'épouser              | Ian Raessi                           | téléfilm                             |
| 2022       | The Hardy Boys                         | Steve Shaw                           | Saison 2, épisode 3                  |
| 2024       | Jack Reacher (Serie)                   | Senateur Lavoy                       | Saison 2                             |

## Jeux vidéo
| année | titre                       | rôle         | notes |
| ----- | --------------------------- | ------------ | ----- |
| 2014  | Watch Dogs                  | Aiden Pearce | voix  |
| 2015  | Watch Dogs: Bad Blood       | Aiden Pearce | DLC   |
| 2015  | Battlefield Hardline        | Chris Burton |       |
| 2015  | Mad Max: The Game           | Hox & Scab   | voix  |
| 2015  | Assassin's Creed: Syndicate | Igor         | voix  |
| 2016  | Homefront: The Revolution   | Tommy        |       |